# Condensação de Knoevenagel
A reação de condensação de Knoevenagel é uma modificação da condensação aldólica. Deve seu nome ao químico alemão Emil Knoevenagel.
Uma condensação de Knoevenagel é uma adição nucleofílica de um carbânion a um grupo carbonila seguida de uma reação de desidratação na qual uma molécula de água é eliminada (daí o termo condensação). O produto é quase sempre uma enona alfa, beta conjugada.
Nesta reação o grupo carbonila é um aldeído ou cetona. O catalisador é geralmente uma amina fracamente básica. O composto de hidrogênio ativo (carbânion) tem uma das formas: 
- Z-CH2-Z or Z-CHR-Z, como, por exemplo, o malonato de dietila, o ácido de Meldrum, acetoacetato de etila ou o ácido malônico.
- Z-CHR1R2, por exemplo o nitrometano.

na qual Z é um grupo desativante. Z deve ser forte o suficiente para abstrair o hidrogênio do íon enolato mesmo com uma base fraca. Usar uma base forte nesta reação induziria a autocondensação do aldeído ou cetona.
A síntese da piridina de Hantzsch, a reação de Gewald e a síntese de Feist-Benary do furano todas possuem um passo da reação de Knoevenagel. A reação também levou à descoberta do gás CS.

## Modificação de Doebner

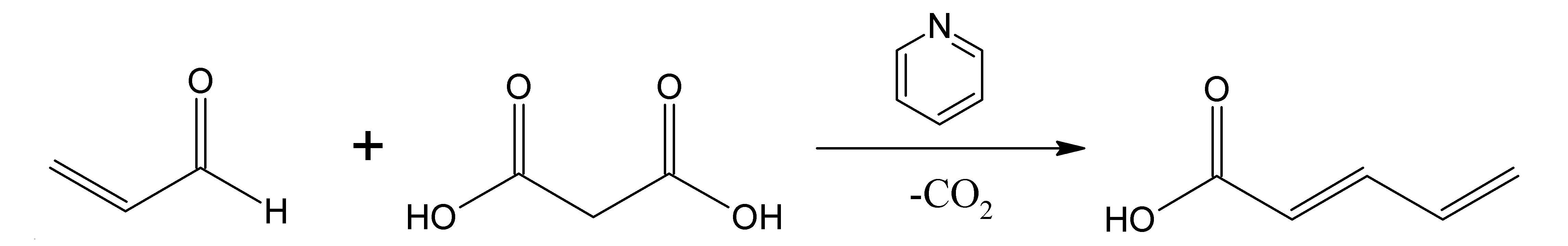
A modificação de Doebner da condensação de Knoevenagel. Acroleína e ácido malônico reagem na presença de piridina para formar ácido trans-2,4-pentadienóico e dióxido de carbono.

Com compostos malônicos o produto da reação pode perder uma molécula de dióxido de carbono em uma etapa subsequente. Na chamada modificação de Doebner  a base é a piridina. Por exemplo, o produto da reação de ácido malônico e acroleína em piridina é o ácido trans-2,4-pentadienóico com um grupo carboxila (-COOH) e não dois.

## Escopo
Uma condensação de Knoevenagel é demonstrada na reação de 2-metoxibenzaldeído 1 com o ácido barbitúrico 2 em etanol usando piperidina como uma base. A enona resultante 3 é uma molécula transferidora de carga.
A condensação de Knoevenagel é uma etapa chave na produção comercial da droga antimalária lumefantrina (um componente do Coartem) :
O produto inicial da reação é uma mistura 50:50 de isômeros E e Z, mas como ambos isômeros se equilibram rapidamente com o precursor hidroxilado em comum, o Z-isômero (mais estável)pode ser eventualmente obtido.
Uma reação multicomponente aplicando uma condensação de Knoevenagel é demonstrada nesta síntese de MORE com ciclohexanona, malononitrila e 3-amino-1,2,4-triazol :